# Anacamptis collina
Anacamptis collina Banks & Sol. ex Russell (1794), é uma espécie terrestre da família das orquídeas.

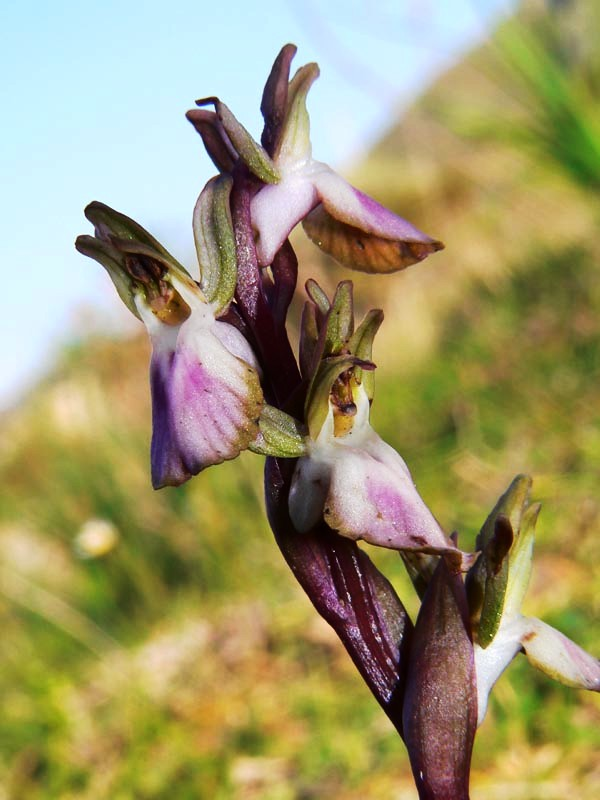
Flores

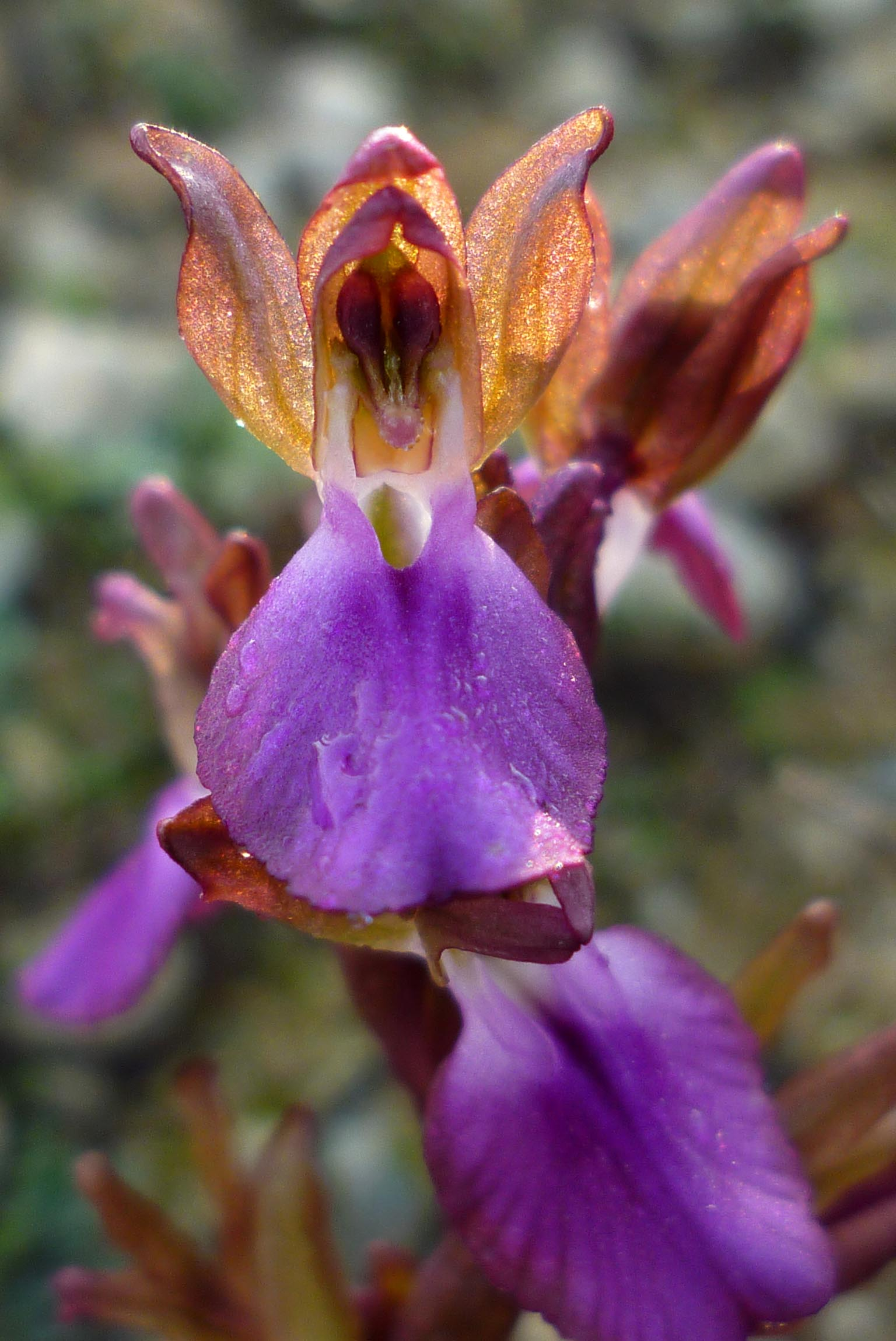
Detalhe da flor

## Habitat e distribuição
Encontra-se em Espanha, Itália, França e Grécia, nas ilhas gregas, Turquia, Chipre, Síria, Israel e Líbano em clareiras de pinheiros e matagal.
Na Espanha apresenta-se em diversas zonas do sudeste peninsular; Na Região de Múrcia e províncias de Albacete, Alicante e Almeria, bem como no vale do Guadalquivir e as Ilhas Baleares.

## Descrição
É uma espécie herbácea de pequeno a médio tamanho, terrestre, que prefere o clima frio. Tem um talo com 2 a 4 folhas basais, oblongo-liguladas e oblongo-avadas que floresce no inverno e a primavera numa inflorescência cilíndrica ou oblonga em racimos com 2 a 20 flores de 2,4 cm de comprimento.
Esta orquídea reconhece-se porque o labelo da flor não está lobulado, é inteiro, ademais tem as flores e os talos férteis de cor púrpura ou violeta. As folhas são largas e com frequência manchadas de negro.

## Taxonomia
Anacamptis collina foi descrita por Banks & Sol. ex A.russell e publicado em Aleppo, ed. 2 2: 264.
Etimologia
Estas  orquídeas recebem seu nome do grego όρχις "orchis", que significa testículo, pela aparência dos tuberculos subterrâneos em algumas espécies terrestres. A palavra 'orchis' usou-a pela primeira vez Teofrasto (371/372 - 287/286 a. C.), em seu livro  "De historia plantarum" (A história natural das plantas). Foi discípulo de Aristóteles e está considerado como o pai da Botânica e da Ecologia.
collina: epíteto latino que significa colina, o lugar onde se encontra a espécie.
Sinonimia
- Anacamptis collina (Banks & Sol. ex A.russell) R.m.batemam, Pridgeon & M.W.Chase 1997
- Barlia collina (Banks & Sol. ex Russell) Szlach. 2001;
- Orchis chlorotica Woronow 1909
- Orchis collina f. flavescens Soó in G.keller & a o. 1932
- Orchis collina f. purpurea Maire & Weiller 1959
- Orchis collina subsp. chlorotica (Woronow) Aver. 1994
- Orchis collina subsp. fedtschenkoi (Czerniak.) Aver. 1994
- Orchis fedtschenkoi Czerniak. 1922
- Orchis leucoglossa Schwarz 1934
- Orchis saccata Ten. 1811
- Orchis saccata f. flavescens (Soó) Raynaud 1985
- Orchis saccata lus. flavescens Soó 1932
- Orchis saccata var. fedtschenkoi (Czerniak.) Hautz. 1978
- Orchis sparsiflora Ten. ex Boiss. 1882
- Vermeulenia chlorotca (Woronow) Á.Löve & D.Löve 1972
- Vermeulenia fedtschenkoi (Czerniak.) Á.Löve & D.Löve 1972[3][4]